# آماندا لوتئی
آماندا جین لووتی سی بی ای (زاده ۱۷ نوامبر ۱۹۵۵) معمار بریتانیایی برنده جایزه استرلینگ، و مدیر AL A است.

## زندگی
لوتئی که اصالتاً اهل بریجند، ولز جنوبی بود، دانش‌آموز مدرسه دخترانه سنت پل، لندن و مدرسه هنر همرسمیت بود، در انجمن معماری ثبت‌نام کرد کارآموز آلسوپ و لیال و معمار در شراکت ریچارد راجرز شد. او به عنوان یکی از بنیانگذاران شرکت پویس و لووتی شد. لوتئی در سال ۱۹۸۹ به یان کاپلیتسکی در سیستم‌های آینده به عنوان شریک پیوست، به عنوان متولی سازمان هنری آرتانگل از سال ۲۰۰۰ تا ۲۰۱۳ حضور داشت و یکی از متولیان بنیاد جوان است.

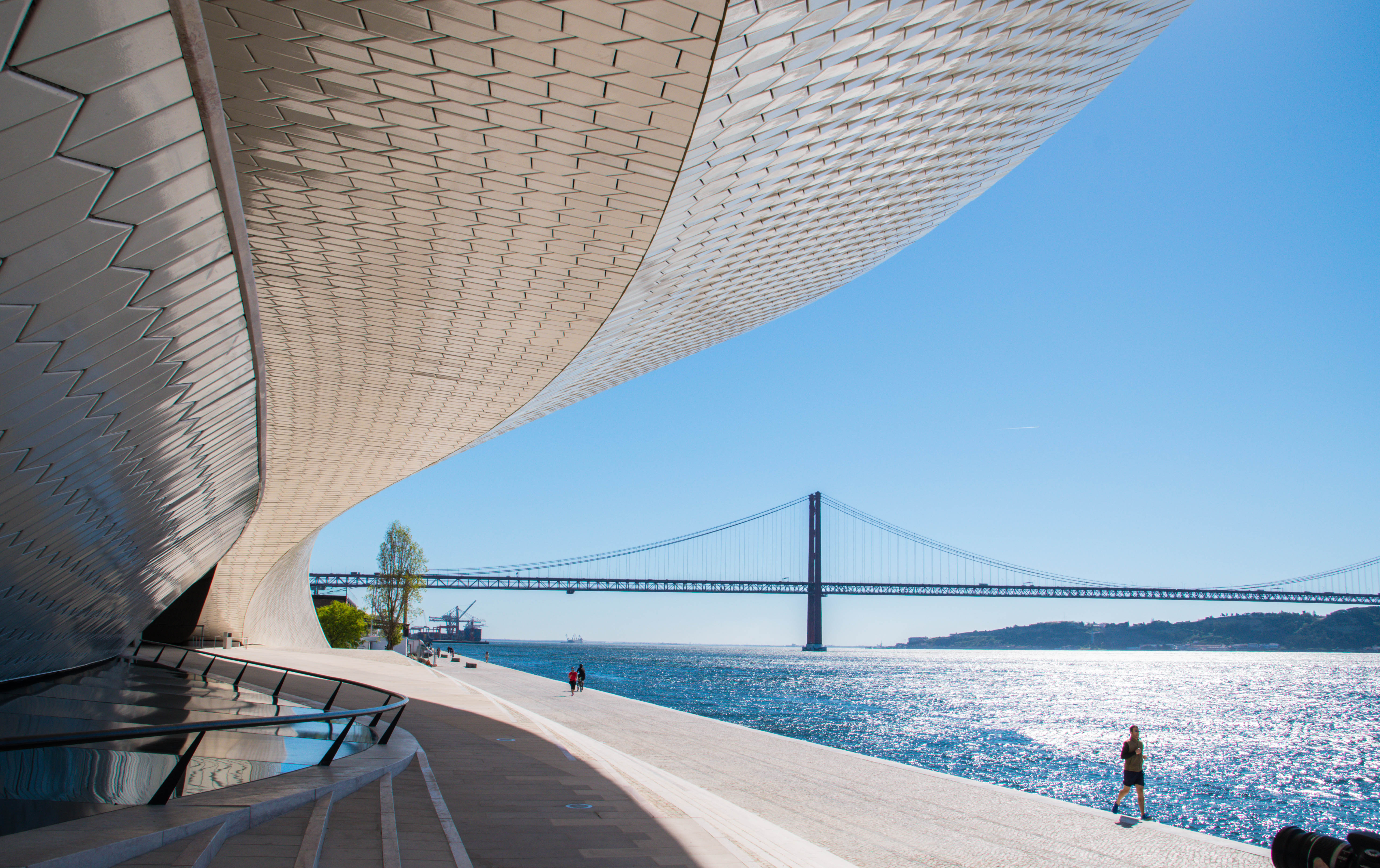
MAAT - موزه هنر، معماری و فناوری (۲۰۱۶)

## جوایز
در جشن تولد ملکه ۲۰۱۷ آماندا لویتی به دلیل خدمات به معماری به عنوان نشان امپراتوری بریتانیا (CBE) دریافت کرد.
در سال ۲۰۱۸، لویتی جایزه جین درو را توسط مجله معماران و بررسی معماری دریافت کرد.
در سال ۲۰۱۹ او به عنوان عضو افتخاری موسسه معماران آمریکا انتخاب شد.
در سال ۲۰۲۱ او به عنوان یک آکادمیک سلطنتی انتخاب شد.

## حرفه
لووتی با تحقق طرح‌های ارگانیک و مفهومی سیستم‌های آینده اعتبار دارد. کارهای تکمیل شده سیستم‌های آینده که به عنوان یکی از خلاقانه‌ترین شیوه‌های انگلستان شناخته می‌شود، شامل فروشگاه بزرگساختمان سلفریجز، بیرمنگام در بیرمنگام و زمین کریکت لورد است که جایزه استرلینگ مؤسسه سلطنتی معماران بریتانیا را در سال ۱۹۹۹ برنده شد.
لووتی در سال ۲۰۰۹ AL A (که قبلاً با نام معماری آماندا لویت شناخته می‌شد) را تشکیل داد و در سال ۲۰۱۱ برنده مسابقه بین‌المللی برای طراحی ورودی، حیاط و گالری جدید برای موزه ویکتوریا و آلبرت لندن شد، که دارای یک چینی است. حیاط. پروژه‌های AL_A شامل پروژه MAAT (موزه هنر، معماری و فناوری) در لیسبون برای بنیاد EDP , پروژه سفارت مرکزی در بانکوک، ۱۰ مکان هیل در لندن و رستوران پاپ آپ Tincan.
در سال ۲۰۱۴ AL_A برای طراحی دومین غرفه ام برای بنیاد نائومی میلگروم در ملبورن انتخاب شد، اولین موردی که توسط یک معمار بین‌المللی طراحی شد. غرفه ام، ساخته شده از گلبرگ‌های فایبرگلاس، در اکتبر ۲۰۱۵ به روی عموم باز شد.
موزه هنر، معماری و فناوری (MAAT) در لیسبون در ۵ اکتبر ۲۰۱۶ با آثاری خاص ازدومینیک گونزالس-فورستر افتتاح شد. موزه ۲۰ میلیون یورویی بر روی رودخانه تاگوس (ریو تجو) در غرب مرکز شهر قرار دارد و به عنوان «سینوسی» و «یکی از غنایی‌ترین موزه‌های جدید اروپا» توصیف شده‌است. همچنین در سال ۲۰۱۶، AL_A ساختمان دفتر مرکزی پردیس رسانه ای به وسعت ۱۳ هکتار را برای پروژه آسمان مرکزی در مرکز لندن در لندن تکمیل کرد.
پروژه‌های معروف عبارتند از یک خانه بتنی سیاه در مناطق روستایی استرالیا، یک خانه در توکیو که با توری فلزی پیچیده شده‌است و یک پرده فلزی که توسط کنگو کوما برای Casa Batlló گائودی طراحی شده‌است. لوک‌بوک‌های ما روی خانه‌هایی متمرکز شده‌اند که برای نمایش آثار هنری و اتاق‌های خواب هتل‌های چشم‌نواز طراحی شده‌اند. آماندا لوت معمار برنده جایزه RIBA Stirling و مدیر استودیوی معماری AL_A است. AL_A با همکاری با مشتریان بلندپرواز و رؤیا، طرح‌هایی را توسعه می‌دهد که نه تنها به عنوان ساختمان، بلکه به عنوان پیشنهادات شهری - پروژه‌هایی که هویت یک مؤسسه را بیان می‌کنند، جاه طلبی‌های یک مکان را منعکس می‌کنند و رویاهای یک جامعه را در بر می‌گیرند.
پروژه‌های اخیراً تکمیل شده شامل دو ساختمان جدید برای کالج وادهام در دانشگاه آکسفورد است. یک مرکز جدید برای مؤسسه خیریه مراقبت از سرطان مگی در ساوتهمپتون؛ محله جاده ای نمایشگاه موزه ویکتوریا و آلبرت در لندن، بزرگترین پروژه ساختمانی V&A در بیش از ۱۰۰ سال. و MAAT، موزه هنر، معماری و فناوری در لیسبون، به سفارش EDP، یکی از برجسته‌ترین شرکت‌های انرژی جهان. کمیسیون‌های مستمر در سراسر جهان شامل بازسازی و گسترش موزه پیزلی در اسکاتلند است. سه ساختمان بیمارستان در قبرس. طراحی مجدد دفتر مرکزی دیترن در بروکسل؛ و طراحی نمونه اولیه کارخانه همجوشی برای شرکت انرژی پاک جنرال فیوژن در کولهام.
لووتی در انجمن معماری آموزش دید و قبل از پیوستن به سیستم آینده به عنوان شریک در سال ۱۹۸۹ برای ریچارد رویگردز کار کرد، جایی که او ساختمان‌های پیشگامانه از جمله مرکز رسانه در زمین کریکت لرد و فروشگاه خود یخچال‌ها در بیرمنگام را کشف کرد. در سال ۲۰۱۷ لووتی در فهرست افتخارات تولد ملکه شناخته شد و CBE برای خدمات به معماری ایجاد کرد. او در سال ۲۰۱۸ جایزه جین درو را دریافت کرد و در سال ۲۰۱۹ به عنوان عضو افتخاری مؤسسه معماران آمریکا انتخاب شد.

## زندگی شخصی

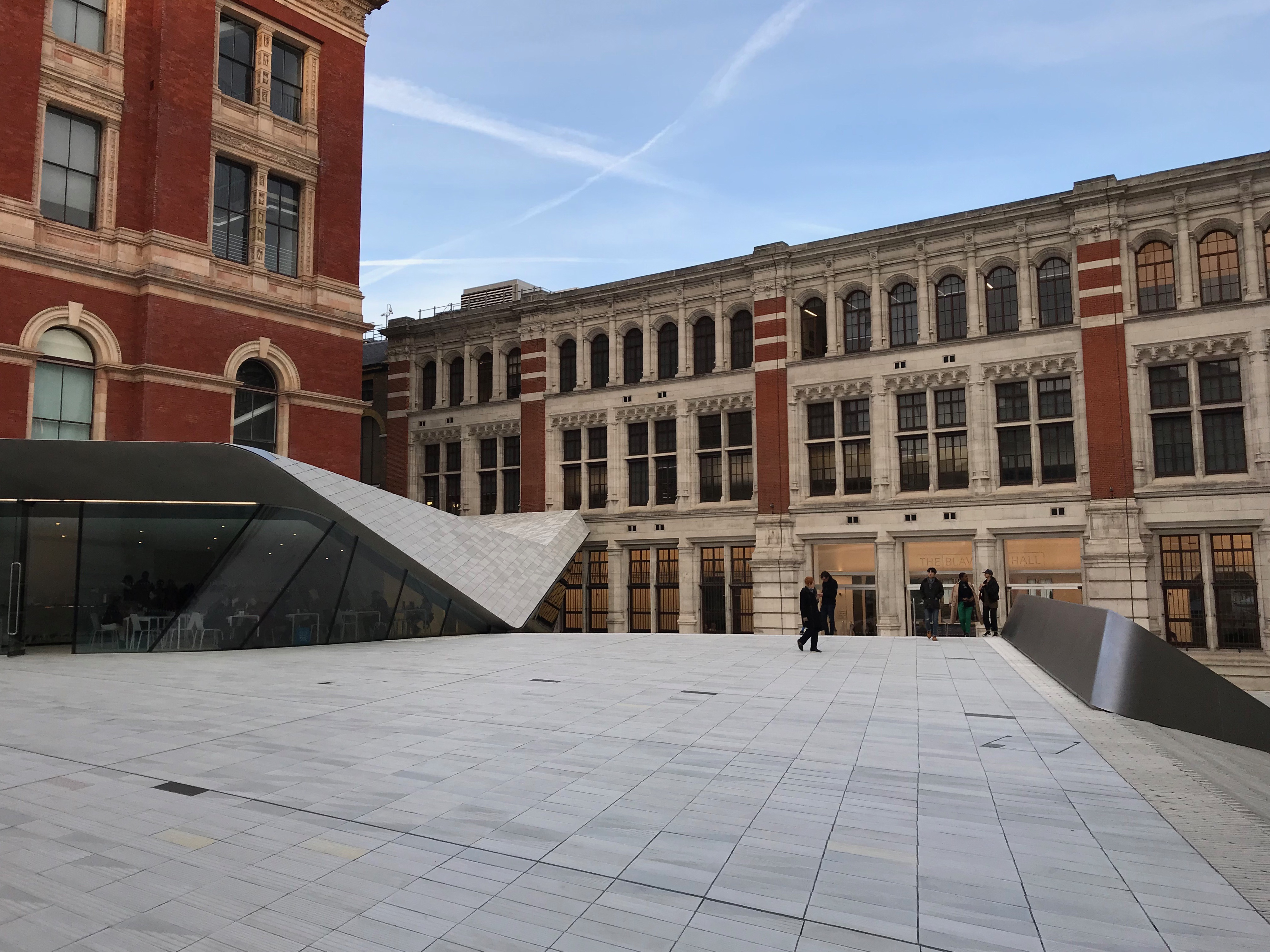
محل زندگی آماندا جین لووتی سی بی ای

لوته در دهه ۱۹۸۰ با معمار چک یان کاپلیکی آشنا شد. آنها در سال ۱۹۹۱ ازدواج کردند، در سال ۱۹۹۵ صاحب یک پسر به نام جوزف شدند و در سال ۲۰۰۶ طلاق گرفتند. لووتی و کاپلیکی از سال ۱۹۸۹ تا ۲۰۰۹ به‌طور حرفه ای با هم کار. از سال ۲۰۰۷ لویت با بن ایوانز، مدیر جشنواره طراحی لندن ازدواج کرده‌است.
در ۱۹ مارس ۲۰۱۷، آماندا لویت به عنوان یک مرده در برنامه رادیو ۴لوح‌های جزیره متروک ظاهر شد.